# 牛津 (北卡羅萊納州)
牛津（Oxford）是位於美国北卡罗来纳州格兰维尔县的一个小镇，根據2020年美國人口普查，當地人口为 8,628人。 它也是格兰维尔县的县城。 该镇的历史可以追溯到1761年，當時有人在當地建造了一座种植园。1816年，當局在當地設立了一個鎮。